# Congrosoma evermanni
Congrosoma evermanni är en fiskart som beskrevs av Garman, 1899. Congrosoma evermanni ingår i släktet Congrosoma och familjen havsålar. Inga underarter finns listade i Catalogue of Life.